# Randy Knorr

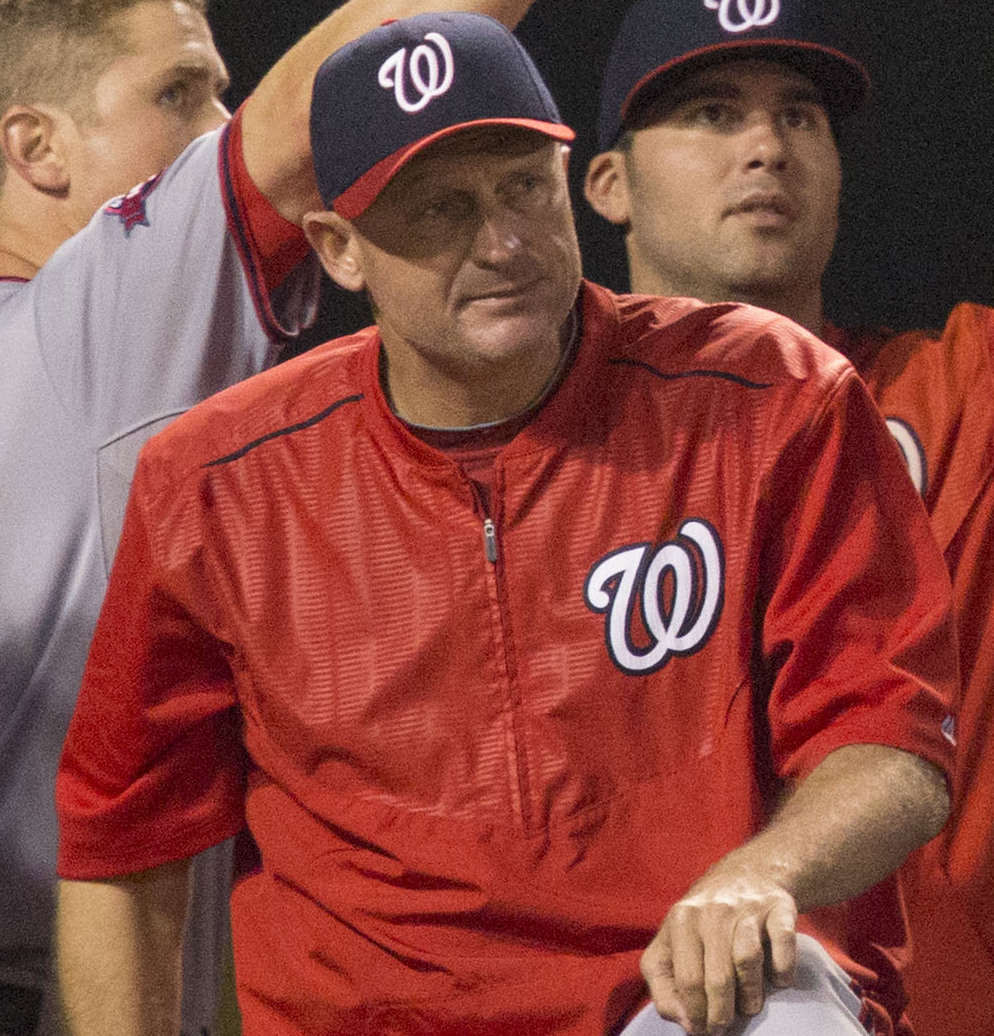
Bryce Harper, do Washington Nationals, retorna ao banco de reservas no Camden Yards, em Baltimore, durante um jogo em 2015.

Randy Knorr é um ex-jogador profissional de beisebol norte-americano.

## Carreira
Randy Knorr foi campeão da World Series 1993 jogando pelo Toronto Blue Jays. Na série de partidas decisiva, sua equipe venceu o Philadelphia Phillies por 4 jogos a 2.